# روبن أوليفاريس
روبن أوليفاريس (بالإسبانية: Rubén Olivares)‏ مواليد 14 يناير 1947 في مدينة مكسيكو، المكسيك، هو ملاكم مكسيكي يصنف ضمن فئة وزن الريشة. حقق بطولة رابطة الملاكمة العالمية وبطولة المجلس العالمي للملاكمة.

## إحصائيات
خاض خلال مسيرته 105 نزالا، فاز في 89 وتعادل في 3 وخسر في 13. فاز بالضربة القاضية في 79 نزالا.

## روابط خارجية
- روبن أوليفاريس على موقع IMDb (الإنجليزية)
- روبن أوليفاريس على موقع الموسوعة البريطانية (الإنجليزية)
- روبن أوليفاريس على موقع بوكس ريك (الإنجليزية) (registration required)